# Mexikó az 1956. évi nyári olimpiai játékokon
Mexikó az ausztráliai Melbourne-ben és a svédországi Stockholmban megrendezett 1956. évi nyári olimpiai játékok egyik részt vevő nemzete volt. Az országot az olimpián 10 sportágban 24 sportoló képviselte, akik összesen 2 érmet szereztek.

## Érmesek
| Érem  | Versenyző       | Sportág | Versenyszám              |
| ----- | --------------- | ------- | ------------------------ |
| Arany | Joaquín Capilla | Műugrás | Férfi egyéni toronyugrás |
| Bronz | Joaquín Capilla | Műugrás | Férfi egyéni műugrás     |

## Atlétika
Férfi
| Versenyző    | Versenyszám | Előfutam | Előfutam | Negyeddöntő | Negyeddöntő | Elődöntő | Elődöntő | Döntő   | Döntő    |
| Versenyző    | Versenyszám | Idő      | Hely.    | Idő         | Hely.       | Idő      | Hely.    | Idő     | Helyezés |
| ------------ | ----------- | -------- | -------- | ----------- | ----------- | -------- | -------- | ------- | -------- |
| René Ahumada | 100 m       | 11,1     | 5.       | kiesett     | kiesett     | kiesett  | kiesett  | kiesett | kiesett  |
| René Ahumada | 200 m       | 21,9     | 3.       | kiesett     | kiesett     | kiesett  | kiesett  | kiesett | kiesett  |

## Birkózás
Szabadfogású
| Versenyző   | Versenyszám | 1. forduló                       | 1. forduló | 1. forduló | 2. forduló                  | 2. forduló | 2. forduló | 3. forduló                   | 3. forduló | 3. forduló | 4. forduló                         | 4. forduló | 4. forduló | 5. forduló        | 5. forduló | 5. forduló | Döntő             | Döntő   | Döntő   | Helyezés    |
| Versenyző   | Versenyszám | Ellenfél Eredmény                | Pont       | Hely.      | Ellenfél Eredmény           | Pont       | Hely.      | Ellenfél Eredmény            | Pont       | Hely.      | Ellenfél Eredmény                  | Pont       | Hely.      | Ellenfél Eredmény | Pont       | Hely.      | Ellenfél Eredmény | Pont    | Hely.   | Helyezés    |
| ----------- | ----------- | -------------------------------- | ---------- | ---------- | --------------------------- | ---------- | ---------- | ---------------------------- | ---------- | ---------- | ---------------------------------- | ---------- | ---------- | ----------------- | ---------- | ---------- | ----------------- | ------- | ------- | ----------- |
| Mario Tovar | 67 kg       | Mateo Tanaquin (PHI) · kétvállas | 0          | =1.        | Muhammad Ashraf (PAK) · 2-1 | 1          | =2.        | Jay Thomas Evans (USA) · 0-3 | 4          | =8.        | Kaszahara Sigeru (JPN) · kétvállas | 7          | 8.         | kiesett           | kiesett    | kiesett    | kiesett           | kiesett | kiesett | helyezetlen |

## Evezés
| Versenyző     | Versenyszám  | Előfutam | Előfutam | Vigaszág      | Vigaszág      | Elődöntő | Elődöntő | Döntő   | Döntő   | Helyezés    |
| Versenyző     | Versenyszám  | Idő      | Hely.    | Idő           | Hely.         | Idő      | Hely.    | Idő     | Hely.   | Helyezés    |
| ------------- | ------------ | -------- | -------- | ------------- | ------------- | -------- | -------- | ------- | ------- | ----------- |
| Jorge Roesler | Egypárevezős | 8:24,3   | 4.       | nem ért célba | nem ért célba | kiesett  | kiesett  | kiesett | kiesett | helyezetlen |

## Kerékpározás

### Országúti kerékpározás
| Versenyző                                                | Versenyszám          | Idő             | Helyezés      |
| -------------------------------------------------------- | -------------------- | --------------- | ------------- |
| Magdaleno Cano                                           | Mezőnyverseny        | 5:23:40 (+2:23) | 9.            |
| Felipe Liñán                                             | Mezőnyverseny        | nem ért célba   | nem ért célba |
| Francisco Lozano                                         | Mezőnyverseny        | nem ért célba   | nem ért célba |
| Rafael Vaca                                              | Mezőnyverseny        | nem ért célba   | nem ért célba |
| Versenyző                                                | Versenyszám          | Pont            | Helyezés      |
| Magdaleno Cano Felipe Liñán Francisco Lozano Rafael Vaca | Csapat mezőnyverseny | nem ért célba   | nem ért célba |

## Műugrás
Férfi
| Versenyző       | Versenyszám        | Selejtező | Selejtező | Döntő | Döntő  | Döntő    |
| Versenyző       | Versenyszám        | Pont      | Helyezés  | Pont  | Össz.  | Helyezés |
| --------------- | ------------------ | --------- | --------- | ----- | ------ | -------- |
| Juan Botella    | Egyéni műugrás     | 78,27     | 9.        | 49,05 | 127,32 | 11.      |
| Juan Botella    | Egyéni toronyugrás | 69,39     | 12.       | 56,06 | 125,45 | 10.      |
| Alberto Capilla | Egyéni toronyugrás | 74,18     | 7.        | 58,56 | 132,74 | 9.       |
| Joaquín Capilla | Egyéni toronyugrás | 78,68     | 2.        | 73,76 | 152,44 |          |
| Joaquín Capilla | Egyéni műugrás     | 90,24     | 1.        | 60,45 | 150,69 |          |

## Öttusa
| Versenyző                              | Versenyszám | Lovaglás | Lovaglás | Lovaglás | Lovaglás | Vívás    | Vívás  | Vívás | Lövészet | Lövészet | Lövészet | Úszás  | Úszás  | Úszás | Futás   | Futás  | Futás | Összesen    | Összesen |
| Versenyző                              | Versenyszám | Idő      | Bünt.    | Pont     | Hely.    | Eredmény | Pont   | Hely. | Pontszám | Pont     | Hely.    | Idő    | Pont   | Hely. | Idő     | Pont   | Hely. | Összes pont | Helyezés |
| -------------------------------------- | ----------- | -------- | -------- | -------- | -------- | -------- | ------ | ----- | -------- | -------- | -------- | ------ | ------ | ----- | ------- | ------ | ----- | ----------- | -------- |
| Antonio Almada                         | Egyéni      | 13:30    | 80       | 395,0    | 23.      | 18–17    | 704,0  | 13.   | 193      | 960,0    | 1.       | 4:13,2 | 935,0  | 11.   | 17:06,4 | 622,0  | 35.   | 3616,0      | 22.      |
| José Pérez                             | Egyéni      | 10:25    | 0        | 937,5    | 6.       | 18–17    | 704,0  | 13.   | 185      | 800,0    | 13.      | 4:12,4 | 940,0  | 10.   | 16:36,0 | 712,0  | 32.   | 4093,5      | 12.      |
| David Romero                           | Egyéni      | 12:29    | 260      | 367,5    | 24.      | 14–21    | 556,0  | 26.   | 185      | 800,0    | 13.      | 4:47,1 | 765,0  | 27.   | 16:27,6 | 739,0  | 29.   | 3227,5      | 29.      |
| Antonio Almada José Pérez David Romero | Csapat      |          |          | 1700,0   | 5.       |          | 2008,0 | 4.    |          | 2560,0   | 2.       |        | 2640,0 | 5.    |         | 2073,0 | 8.    | 10981,0     | 5.       |

## Sportlövészet
Férfi
| Versenyző         | Versenyszám          | Döntő | Döntő    |
| Versenyző         | Versenyszám          | Pont  | Helyezés |
| ----------------- | -------------------- | ----- | -------- |
| Alfonso Castañeda | Gyorstüzelő pisztoly | 571   | 11.      |
| Rodolfo Flores    | Gyorstüzelő pisztoly | 556   | 19.      |
| Rodolfo Flores    | Szabadpisztoly       | 507   | 26.      |
| Raúl Ibarra       | Szabadpisztoly       | 533   | 15.      |

## Súlyemelés
| Versenyző        | Versenyszám | Nyomás   | Nyomás   | Szakítás | Szakítás | Lökés    | Lökés    | Összesen | Helyezés |
| Versenyző        | Versenyszám | Eredmény | Helyezés | Eredmény | Helyezés | Eredmény | Helyezés | Összesen | Helyezés |
| ---------------- | ----------- | -------- | -------- | -------- | -------- | -------- | -------- | -------- | -------- |
| Guillermo Balboa | 67,5 kg     | 92,5     | 17.      | 100,0    | =11.     | 127,5    | =15.     | 320,0    | 17.      |

## Úszás
Férfi
| Versenyző           | Versenyszám    | Előfutam | Előfutam | Előfutam | Döntő   | Döntő    |
| Versenyző           | Versenyszám    | Idő      | Hely.    | Össz.    | Idő     | Helyezés |
| ------------------- | -------------- | -------- | -------- | -------- | ------- | -------- |
| Walter Ocampo       | 200 m pillangó | 2:41,4   | 6.       | 13.      | kiesett | kiesett  |
| Eulalio Ríos Alemán | 200 m pillangó | 2:28,1   | 3.       | 6.       | 2:27,3  | 6.       |

Női
| Versenyző     | Versenyszám | Előfutam | Előfutam | Előfutam | Elődöntő | Elődöntő | Elődöntő | Döntő   | Döntő    |
| Versenyző     | Versenyszám | Idő      | Hely.    | Össz.    | Idő      | Hely.    | Össz.    | Idő     | Helyezés |
| ------------- | ----------- | -------- | -------- | -------- | -------- | -------- | -------- | ------- | -------- |
| Blanca Barrón | 100 m gyors | 1:09,5   | 5.       | 28.      | kiesett  | kiesett  | kiesett  | kiesett | kiesett  |
| Gilda Aranda  | 400 m gyors | 5:24,2   | 6.       | 18.      |          |          |          | kiesett | kiesett  |

## Vívás
Férfi
| Versenyző    | Versenyszám       | Csoportkör | Csoportkör       | Csoportkör | Csoportkör  | Csoportkör        | Csoportkör | Csoportkör        | Csoportkör | Helyezés    |
| Versenyző    | Versenyszám       | 1. kör | 1. kör           | Negyeddöntő | Negyeddöntő | Elődöntő          | Elődöntő   | Döntő             | Döntő      | Helyezés    |
| Versenyző    | Versenyszám       | Ellenfél Eredmény | Hely.            | Ellenfél Eredmény | Hely.       | Ellenfél Eredmény | Hely.      | Ellenfél Eredmény | Hely.      | Helyezés    |
| ------------ | ----------------- | --- | ---------------- | --- | ----------- | ----------------- | ---------- | ----------------- | ---------- | ----------- |
| Benito Ramos | Tőr, egyéni       | |                  | 1. csoport · Pablo Uribe (COL) · 5-1 · Masayuki Sano (JPN) · 5-2 · Gyuricza József (HUN) · 2-5 · Jurij Rudov (URS) · 1-5 · Antonio Spallino (ITA) · 3-5 · Allan Jay (GBR) · 2-5 · Harold Goldsmith (USA) · 1-5                                                  | 6.          | kiesett           | kiesett    | kiesett           | kiesett    | helyezetlen |
| Benito Ramos | Kard, egyéni      | 1. csoport · Luigi Narduzzi (ITA) · nincs adat · Teodoro Goliardi (URU) · nincs adat · George Worth (USA) · nincs adat · Masayuki Sano (JPN) · nincs adat · Sandor Szoke (AUS) · nincs adat · Összesítés: 1GY-4V (9-23) · Rájátszás: · Masayuki Sano (JPN) · 5-1 · Sandor Szoke (AUS) · 5-1 | 4. Rájátszás: 1. | 1. csoport · Roberto Ferrari (ITA) · nincs adat · Kovács Pál (HUN) · nincs adat · Jacques Lefèvre (FRA) · nincs adat · Allan Kwartler (USA) · nincs adat · Jakov Rilszkij (URS) · nincs adat · Teodoro Goliardi (URU) · nincs adat · Összesítés: 0GY-5V (12-25) | 7.          | kiesett           | kiesett    | kiesett           | kiesett    | helyezetlen |
| Luis Jiménez | Párbajtőr, egyéni | 4. csoport · Édouard Schmit (LUX) · 3-5 · Rolf Wiik (FIN) · 3-5 · Carl Forssell (SWE) · 4-5 · Kinmont Hoitsma (USA) · 1-5 · Juozas Ūdras (URS) · 2-5 · Laurence Harding-Smith (AUS) · 4-5                                                                                                   | 7.               | kiesett | kiesett     | kiesett           | kiesett    | kiesett           | kiesett    | helyezetlen |

Női
| Versenyző    | Versenyszám | Csoportkör | Csoportkör | Csoportkör | Csoportkör | Csoportkör        | Csoportkör | Helyezés    |
| Versenyző    | Versenyszám | 1. kör | 1. kör     | Elődöntő | Elődöntő   | Döntő             | Döntő      | Helyezés    |
| Versenyző    | Versenyszám | Ellenfél Eredmény | Hely.      | Ellenfél Eredmény | Hely.      | Ellenfél Eredmény | Hely.      | Helyezés    |
| ------------ | ----------- | --- | ---------- | --- | ---------- | ----------------- | ---------- | ----------- |
| Pilar Roldán | Tőr, egyéni | 2. csoport · Bruna Colombetti (ITA) · 4-3 · Ecaterina Orb (ROU) · 4-3 · Régine Veronnet (FRA) · 4-2 · Lois Joseph (AUS) · 4-3 · Janice-Lee York-Romary (USA) · 1-4 · Ellen Müller-Preis (AUT) · 2-4 · Nadezhda Shitikova (URS) · 3-4 | 4.         | 2. csoport · Dömölky Lídia (HUN) · 4-3 · Catherine Delbarre (FRA) · 1-4 · Janice-Lee York-Romary (USA) · 1-4 · Orbán Olga (ROU) · 1-4 · Gillian Sheen (GBR) · 1-4 | 6.         | kiesett           | kiesett    | helyezetlen |